# 桃園市立圖書館桃園分館
桃園市立圖書館桃園分館，位於臺灣桃園市桃園區市中次分區，是桃園市立圖書館的一座分館。桃園分館成立於1984年，在2004年遷移至新址後，總體面積達470餘坪。2023年九月底已封館，該新民大樓等待公辦都更。

## 歷史

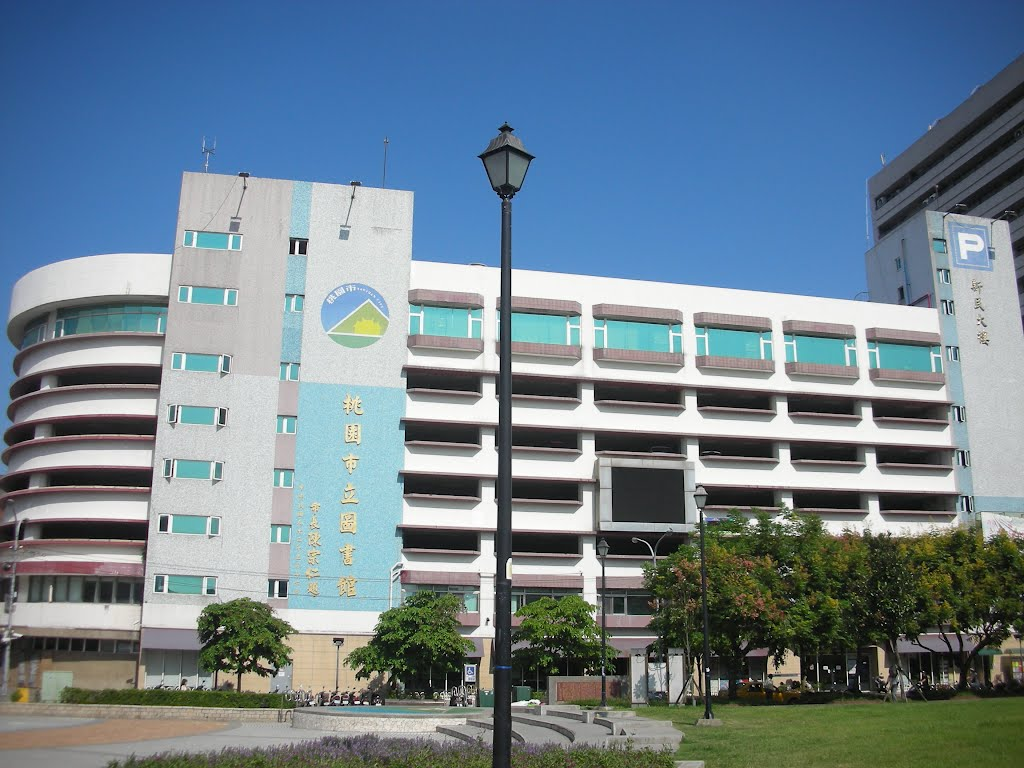
桃園分館（縣轄市時期）

桃園分館最早成立於1984年10月24日，成立之始就已擁有超過190坪的面積，內部則設有期刊室、自修區、閉架式書庫及兒童閱覽室等空間。隨著桃園區的人口大幅增加，桃園分館於2004年3月1日封館、4月15日遷移至位於新民商場的新址，新址並於2004年5月16日正式啟用。桃園分館新址除空間較原先的190餘坪大幅增加為470餘坪外，也建置了較以往更加多元的圖書館館館藏，在軟硬體設備方面均有提升。
隨著桃園縣改制為桃園市，桃園分館於2014年12月25日納入桃園市立圖書館體系，並易名為「桃園市立圖書館桃園分館」。

## 建築

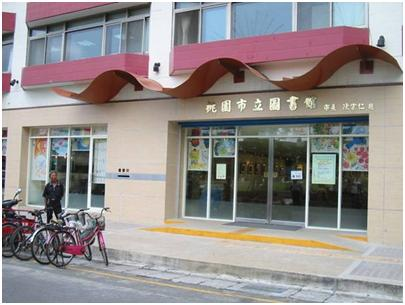
透明的落地玻璃窗區隔內、外部空間。

桃園分館與公園比鄰，內部採用現代化設計，在空間內外以透明的落地玻璃窗區隔，可從外部一窺內貌。桃園分館的內部也設有閱覽區、期刊區、兒童閱覽區等設施。除此之外，桃園分館於桃園市桃園區縣府路11號設有一座閱覽中心，現改稱為閱覽室。
| 樓層                   | 分區                                   |
| ---------------------- | -------------------------------------- |
| 桃園市立圖書館桃園分館 |                                        |
| 2                      | 自修區、閱報區                         |
| 1                      | 閱覽區、參考資料區、期刊區、兒童閱覽區 |

## 外部連接
- 桃園市立圖書館（中文）（英文）（日語）（越南文）（泰文）（印尼文）